# Åke Sundelin
Åke Sundelin, född 9 juli 1913 i Härnösand, död 23 oktober 1988 i Stockholm, var en svensk ämbetsman.

## Biografi
Sundelin flyttade till Stockholm 1928 och utbildade sig till byggnadsingenjör med examen 1934. Han arbetade vid byggnadsföretaget Birger Kock AB 1935–1941 och började därefter vid Statens utrymningskommission då han samtidigt blev reservofficer i pansartrupperna. 
Sundelin blev 1944 förste byråinspektör vid Civilförsvarsstyrelsen och var byråintendent där 1945–1947. Han blev 1948 generaldirektör vid samma myndighet, en position han innehade till 1975. Under åren som byråintendent, omedelbart efter andra världskriget, var han verkställare i den svenska kommittén för internationell hjälpverksamhet och deltog i uppförandet av ett barnsjukhus utanför Warszawa. Trots en rad problem genomförde han uppdraget och sjukhuset blev färdigt på kort tid.
När Sundelin tillträdde som generaldirektör för Civilförsvarsstyrelsen var en av hans uppgifter att organisera och samordna ett mer heltäckande försvar, som började byggas upp i stora delar av västvärlden efter andra världskriget. Målen var högt satta vilket innebar att utbildningsprogrammet utökades och att utbildningstiden för bland annat befäl förlängdes. Under hans ledning genomfördes uppbyggnad av ett civilförsvar som blev en förebild för flera andra länder.
Åke Sundelin är gravsatt i minneslunden på Täby norra begravningsplats.

## Särskilda uppdrag
Vid sidan av sin ämbetsmannakarriär var Sundelin Ledamot av Krigsvetenskapsakademin från 1949, ledamot av försvarshögskolans råd 1953–1975 och ledamot av styrelsen för Stiftelsen Svenska Flaggan 1968–1985.
Sundelin var även engagerad i scoutrörelsen och utsågs 1949 att efterträda Folke Bernadotte som ordförande i Svenska scoutrådet. Han tilldelades 1955 Svensk Scoutings högsta utmärkelse Silvervargen.

## Hobby
Sundelin var en flitig släktforskare och aktiv i Föreningen för datorhjälp i släktforskningen.

## Utmärkelser
- Riddare av Nordstjärneorden, 1948.[2]
- Kommendör av första klassen av Nordstjärneorden, 6 juni 1951.[3]
- Kommendör med stora korset av Nordstjärneorden, 24 november 1960.[4]